# Amy Lowell

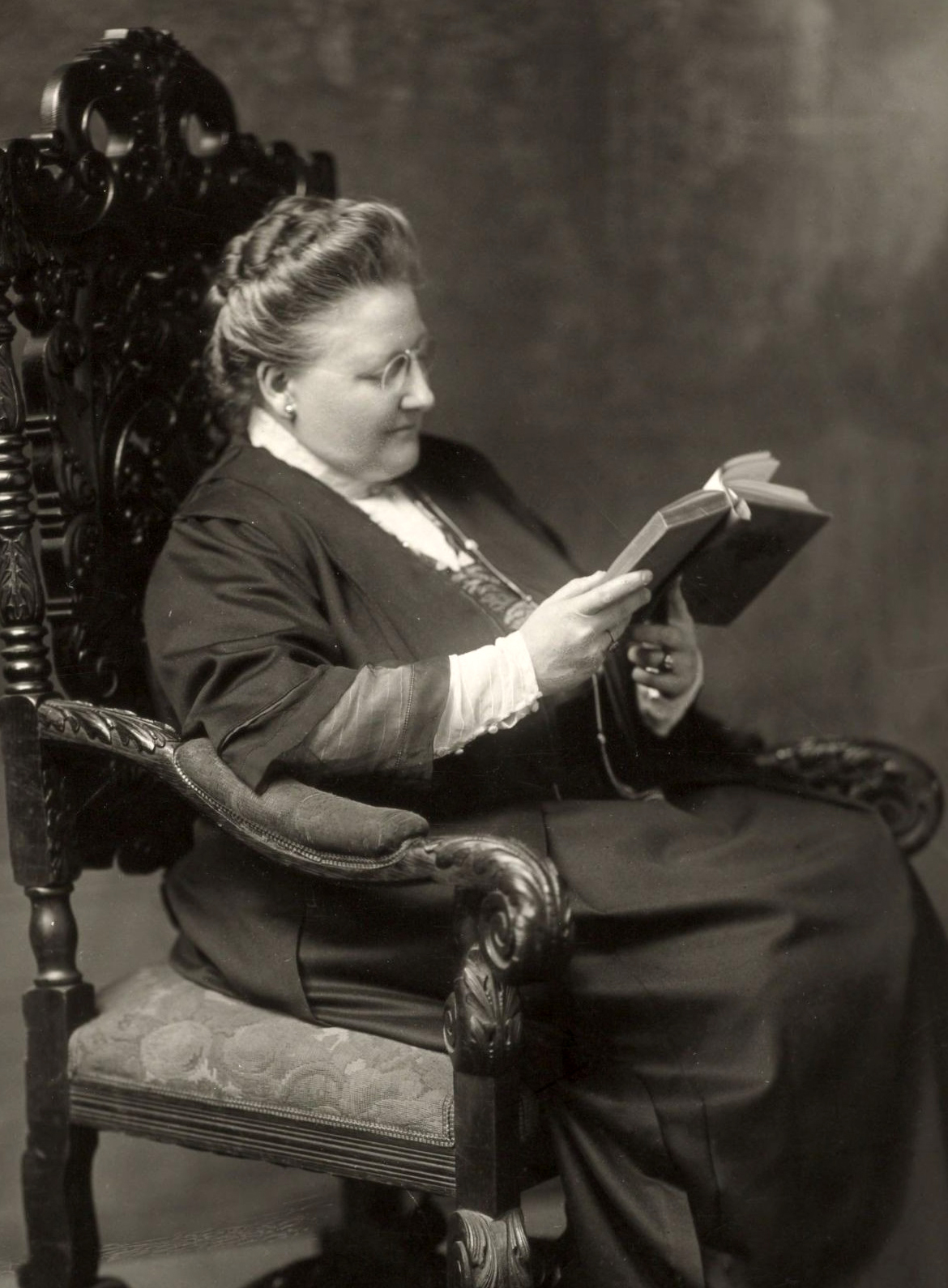
Amy Lowell

Amy Lawrence Lowell (Brookline, Massachusetts, 9 februari 1874 - aldaar, 12 mei 1925) was een Amerikaans dichteres en criticus. Ze was en van de leidde figuren binnen de imagisten-beweging. In 1926 kreeg ze postuum de Pulitzerprijs voor poëzie.

## Leven en werk
Lowell werd geboren in een vooraanstaande, puissant rijke familie uit Boston. Ze was de zus van de latere astronoom Percival Lowell en van Abott-Lawrence Lowell, die rector werd van de Harvard-universiteit. Zelf volgde ze geen universitaire opleiding, maar las bijzonder veel, op het obsessieve af. Ook reisde ze veel, langdurig ook door Europa. Geïnspireerd door een theateroptreden van Eleonora Duse in 1902 begon ze met dichten. In 1910 publiceerde ze haar eerste gedichten en in 1912 haar eerste bundel: A Dome of Many-Coloured Glass. Samen met haar levenspartner, de voormalige actrice Ada Dwyer Russell, reisde ze in 1912 naar Engeland en sloot daar vriendschap met Ezra Pound. Ze sloot zich aan bij diens beweging van het imagisme, die ze ook financieel ondersteunde. Waar haar eerste bundel nog redelijk traditioneel was zou haar latere poëzie onder invloed van Pound meer modernistisch van karakter zijn. Vaak schreef ze gedichten in proza die ze "polyphonic prose" noemde.
Lowell stond behalve als dichteres ook bekend als een imposante, zelfbewuste persoonlijkheid en als pleitbezorgster voor vrouwenrechten en voor acceptatie van homoseksualiteit. Ze kampte voortdurend met overgewicht en rookte dikke sigaren. In 1925 overleed ze aan een hartaanval, 51 jaar oud. In 1926 kreeg ze postuum de Pulitzerprijs voor poëzie toegekend voor de bundel What's O'Clock. Postuum verscheen ook haar lijvige, niet geheel voltooide biografie van John Keats.

#### Scholarship
Uit Lowells nalatenschap werd in 1925 de "Amy Lowell Poetry Travelling Scholarship" ingesteld, een jaarlijkse studiebeurs voor Amerikaanse dichters waarmee ze ter inspiratie een jaar in het buitenland konden verblijven.

## The Taxi
| Originele Engelse tekst When I go away from you The world beats dead Like a slackened drum. I call out for you against the jutted stars And shout into the ridges of the wind. Streets coming fast, One after the other, Wedge you away from me, And the lamps of the city prick my eyes So that I can no longer see your face. Why should I leave you, To wound myself upon the sharp edges of the night? | Nederlandse vertaling Wanneer ik van je wegga Slaat de wereld dood Als een slappe trom. Ik roep uit naar jou tegen de stekende sterren En schreeuw op de kammen van de wind. Wegen razen voorbij, De een na de ander, Drijft me van je weg, En de lampen van de stad prikkelen in mijn ogen Zodat ik je gezicht niet meer kan zien. Waarom zou ik je verlaten, Om mezelf te kwetsen aan de scherpe kanten van de nacht? |

(Uit de bundel Sword Blades and Poppy Seed, 1914)